# Bois-de-Céné
Bois-de-Céné é uma comuna francesa na região administrativa da Pays de la Loire, no departamento de Vendéia. Estende-se por uma área de 41,89 km². Em 2010 a comuna tinha 2 058 habitantes (densidade: 49,1 hab./km²).